# Montana Anna

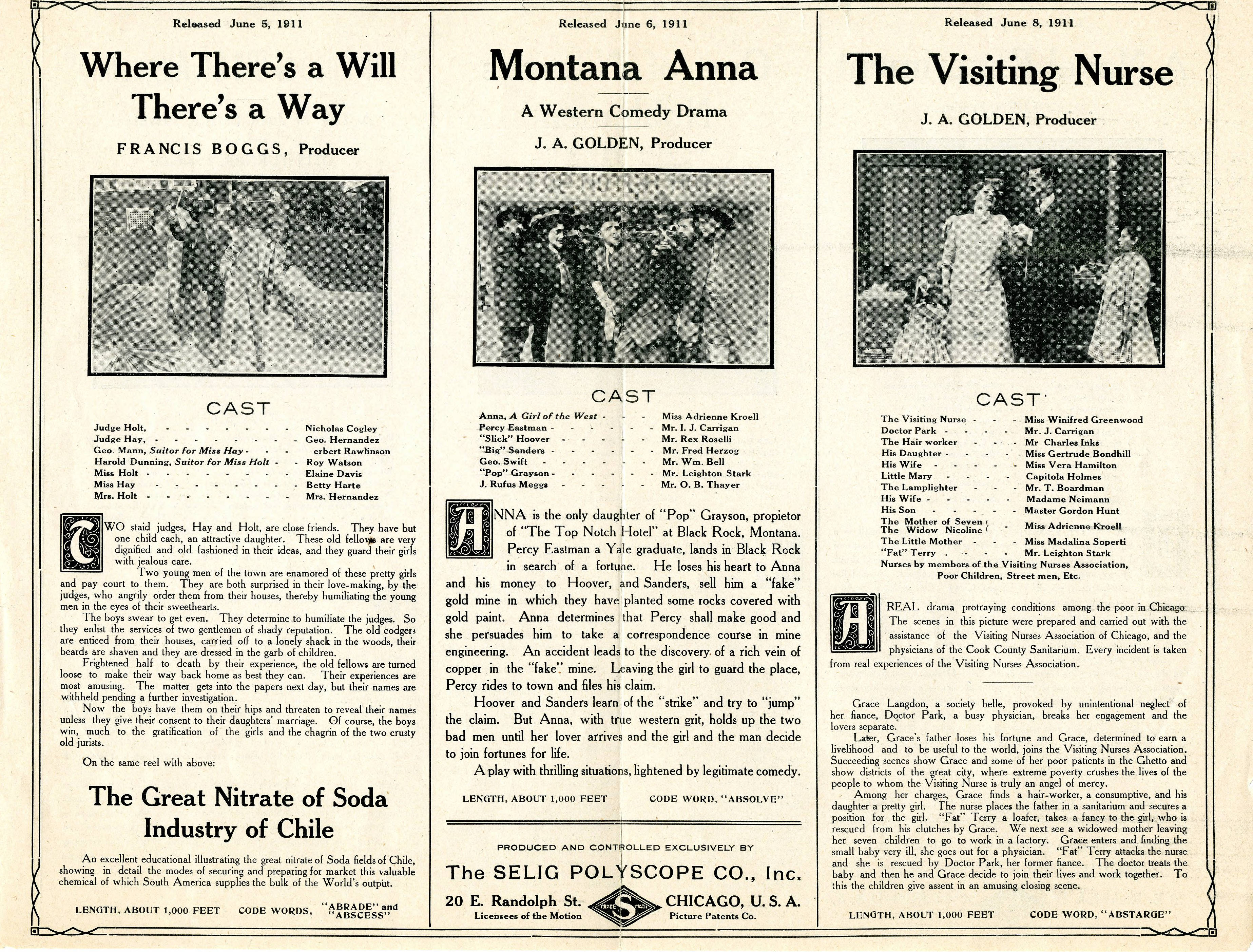
Prospectus pour le film Montana Anna, 1911.

Montana Anna est un film muet américain réalisé par Joseph A. Golden et sorti en 1911.

## Fiche technique
- Réalisation : Joseph A. Golden
- Production : William Selig
- Date de sortie :  États-Unis : 6 juin 1911

## Distribution
- Adrienne Kroell : Montana Anna
- Thomas Carrigan
- Rex De Rosselli
- Fred Herzog
- William Bell
- Leighton Stark
- Otis Thayer